# Antonín Benda
Antonín Benda (5. června 1892 Praha – 27. března 1942 koncentrační tábor Osvětim) byl středoškolským profesorem tělocviku a vysokým sokolským funkcionářem. Redigoval a publikoval práce s tělovýchovnou a sokolskou tematikou.

## Život

### Před druhou světovou válkou
Antonín Benda se narodil 5. června 1892 v Praze. Jako středoškolský profesor tělocviku vyučoval tento předmět na gymnáziích v Praze a zároveň byl pracovníkem a činovníkem v Československé obci sokolské (ČOS). Tyršův tělovýchovný ústav v Praze vedl jako ředitel od roku 1921. Mezi léty 1931 až 1936 vykonával funkci náčelníka Sokola Pražského. Z pohledu župy Pražské – Scheinerovy fungoval jako místonáčelník a vedoucí žáků. Od začátku 20. let 20. století až do jara roku 1941, kdy vydávání periodika zakázala německá okupační moc, byl redaktorem časopisu Sokol. Antonín Benda byl členem náčelnictva Československé obce sokolské. V roce 1936 jej zvolili III. místonáčelníkem a později dosáhl i funkce I. místonáčelníka.

### Za protektorátu
Po německé okupaci Čech a Moravy (14. až 16. března 1939) a vyhlášení Protektorátu Čechy a Morava (16. března 1939) se Antonín Benda zapojil do domácího sokolského protiněmeckého odboje. V polovině července 1941 vznikla tzv. Sokolské revoluční rady (SRR). Ta byla čtyřčlenná v následujícím složení:
- předseda: Antonín Hřebík (krycí jméno Karel Heller);
- náměstek předsedy: Antonín Benda (krycí jméno Václav Vorel);
- hospodářská agenda: Otakar Klich (krycí jméno Aga Podlipný);[p. 1]
- vedoucí sokolské odbojové sítě Ladislav Vaněk (krycí jméno Jindra Sklenář), který měl na starosti rovněž styk s ostatními odbojovými organizacemi.

Činnost tohoto ilegálního orgánu byla přerušena krátce nato asi dva měsíce po jeho vzniku, takže se stačila uskutečnit jen jediná jeho schůzka, která se konala na Zbraslavi 14. září 1941. 

Ostatní členové Sokolské revoluční rady
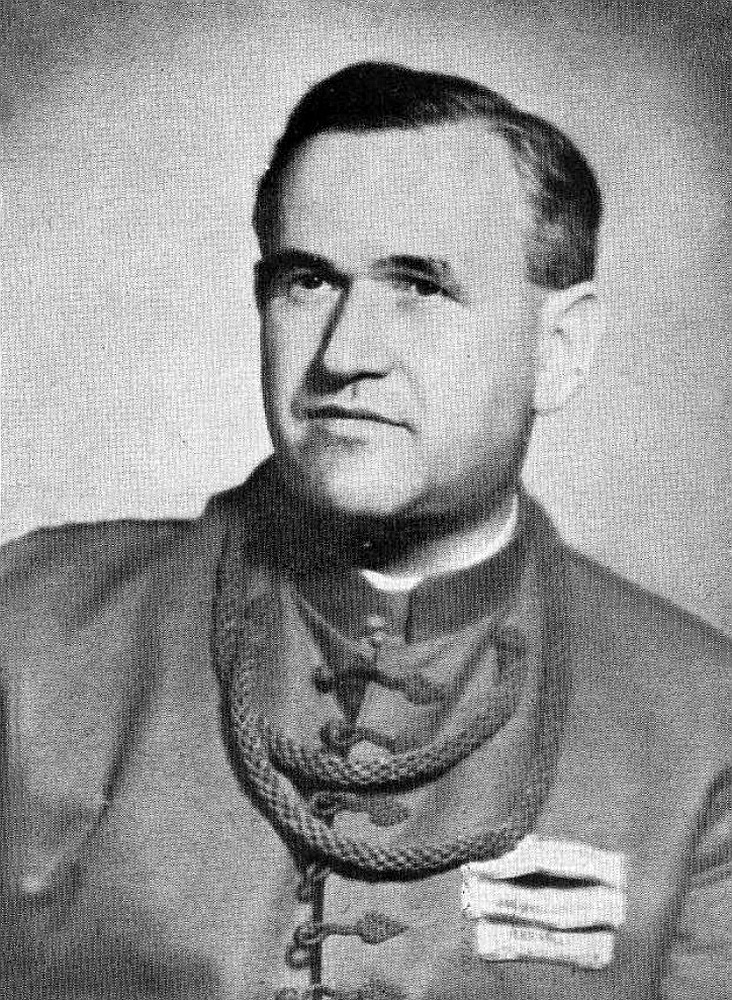
Antonín Hřebík (1945 až 1948)
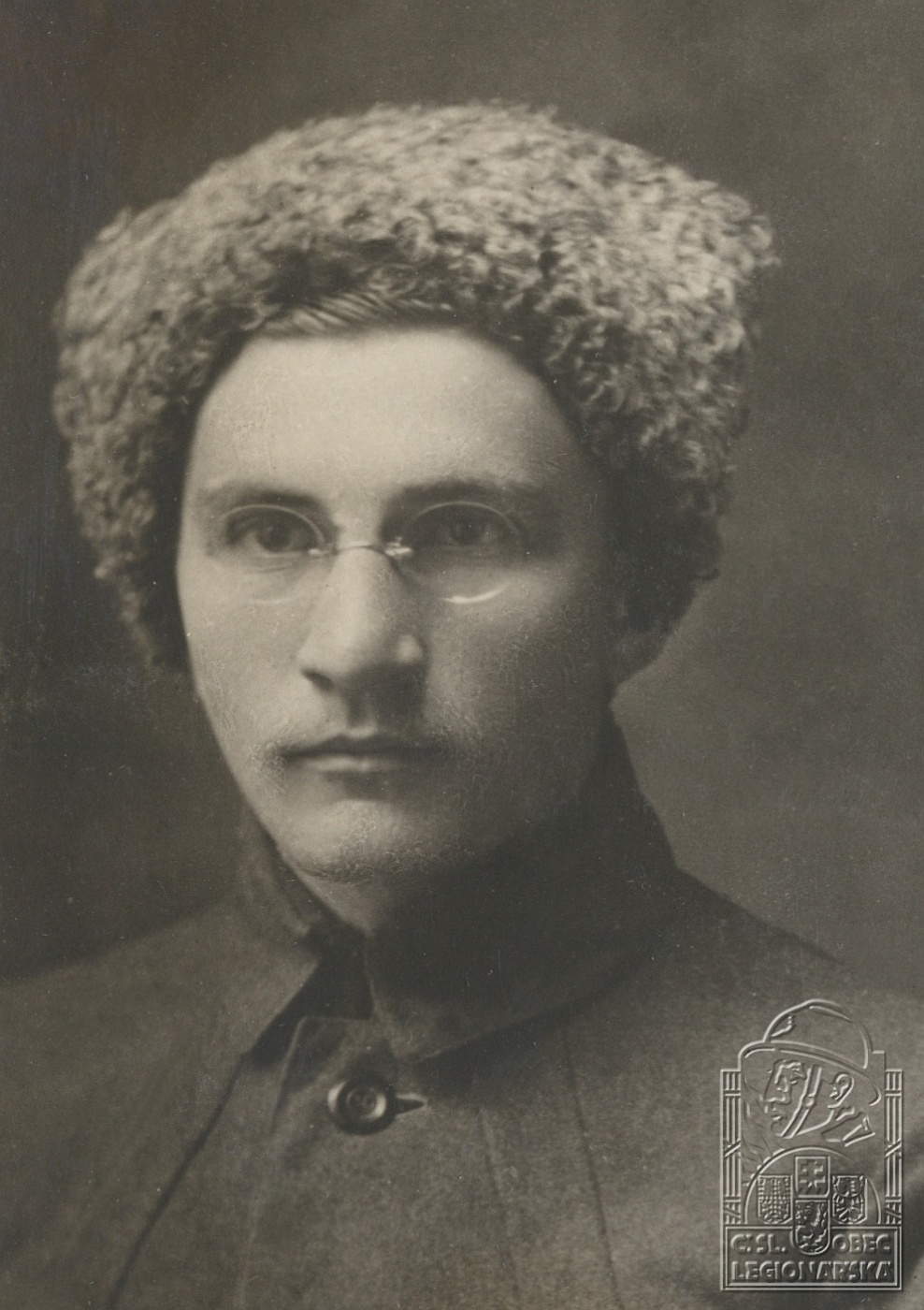
Otakar Klich (jako příslušník československých legií na Rusi)[p. 1]
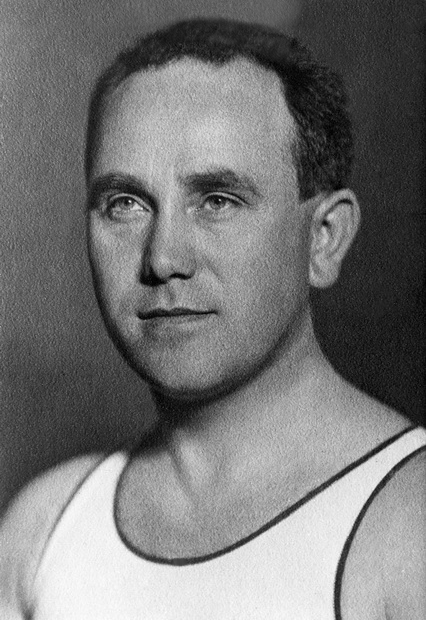
Ladislav Vaněk v sokolském cvičebním úboru

Po nástupu Reinharda Heydricha do funkce zastupujícího říšského protektora (27. září 1941) a vyhlášení prvního stanného práva se Obec sokolská v odboji (OSVO) stala cílem úderů německých bezpečnostních orgánů (gestapo, sicherheitsdienst). Drtivý úder sokolské organizaci zasadily německé bezpečnostní složky v noci ze 7. na 8. října 1941, kdy proběhla tzv. Akce Sokol. Při této razii bylo zatčeno asi 1 500 členů České obce sokolské (mezi nimi: Antonín Benda, Stanislav Bukovský, Ladislav Jandásek, Jan Václav Keller, Jan Pelikán a mnoho dalších) z toho asi 800 funkcionářů. Dne 8. října 1941 byla sokolská organizace rozpuštěna, ale úředně k tomuto aktu došlo až 11. října 1941. Rekonstrukcí poničených struktur OSVO se začal zabývat Ladislav Vaněk – zakladatel ilegální organizace Jindra, která se stala přímým pokračovatelem OSVO. 

Někteří zatčení funkcionáři ČOS v Akci Sokol
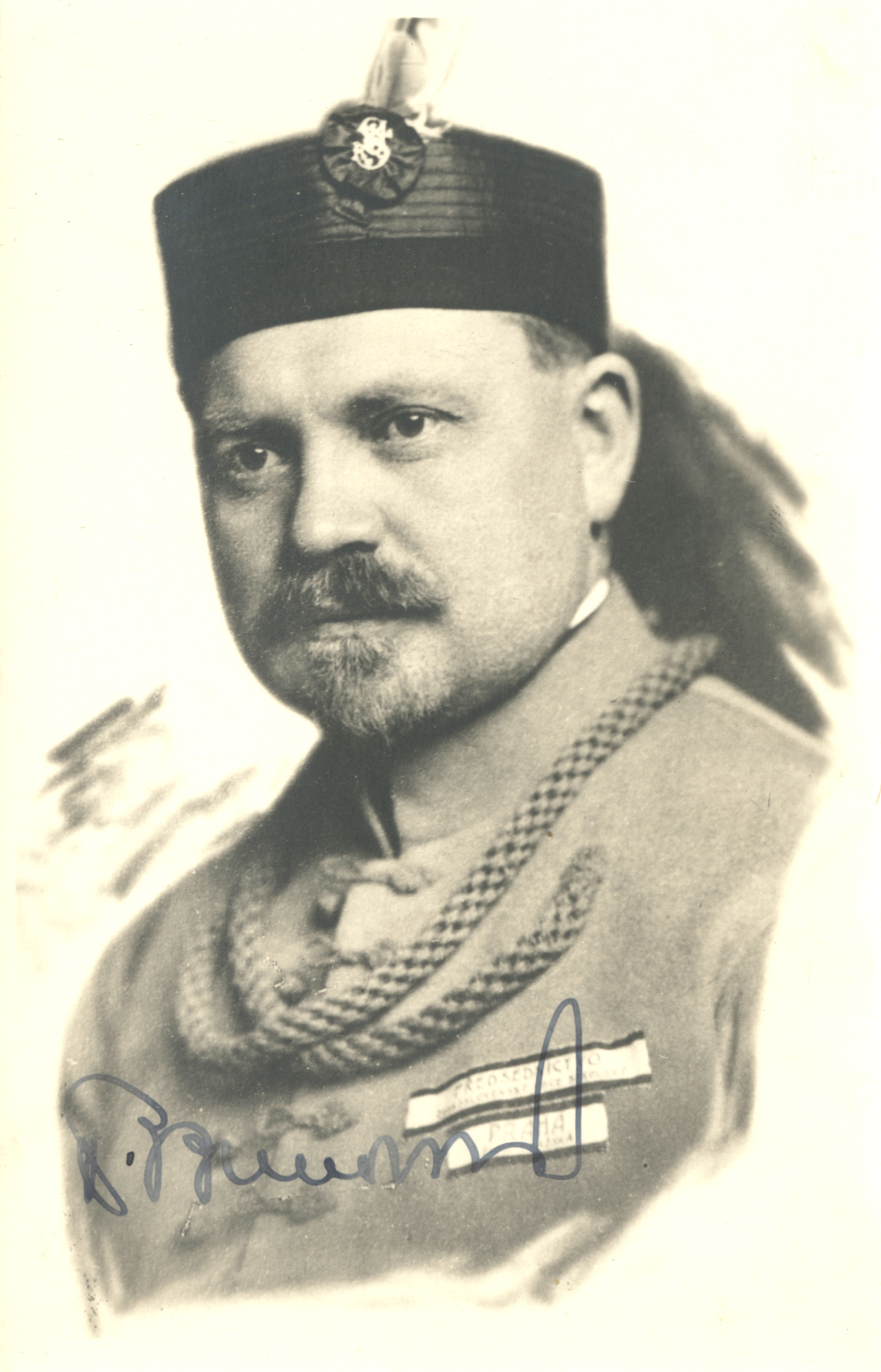
MUDr. Stanislav Bukovský
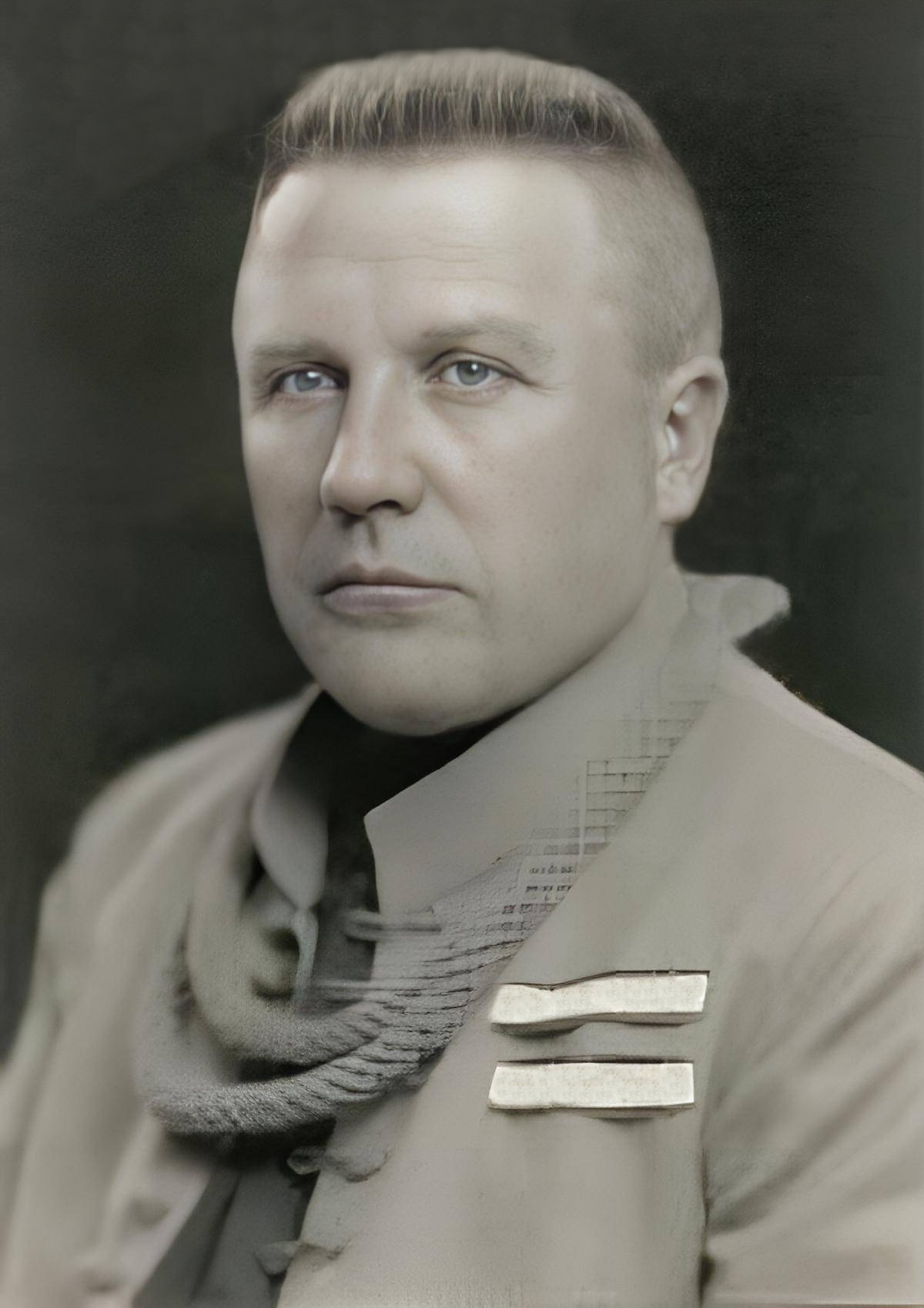
Ladislav Jandásek[p. 3]
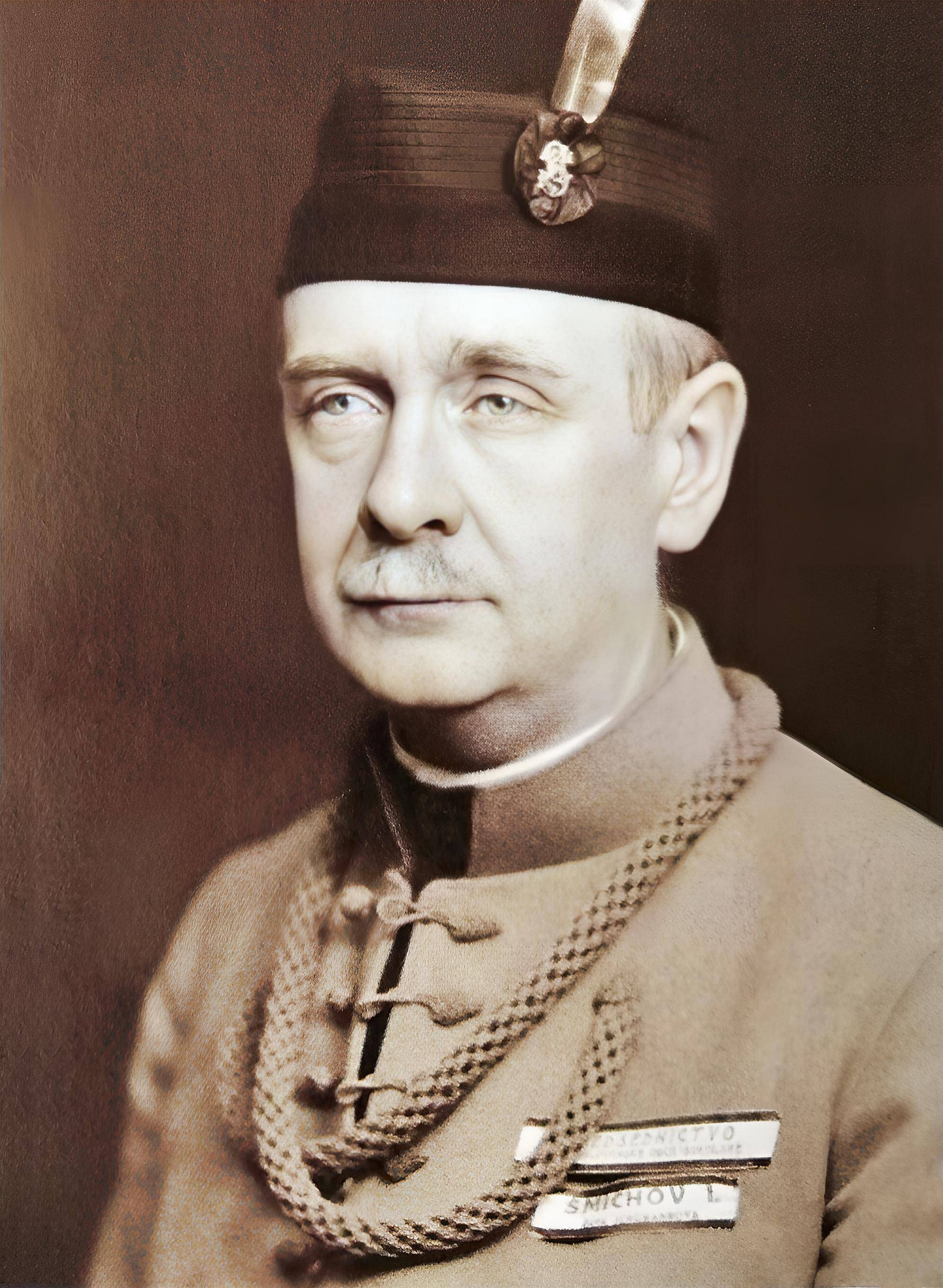
JUDr. Jan Václav Keller
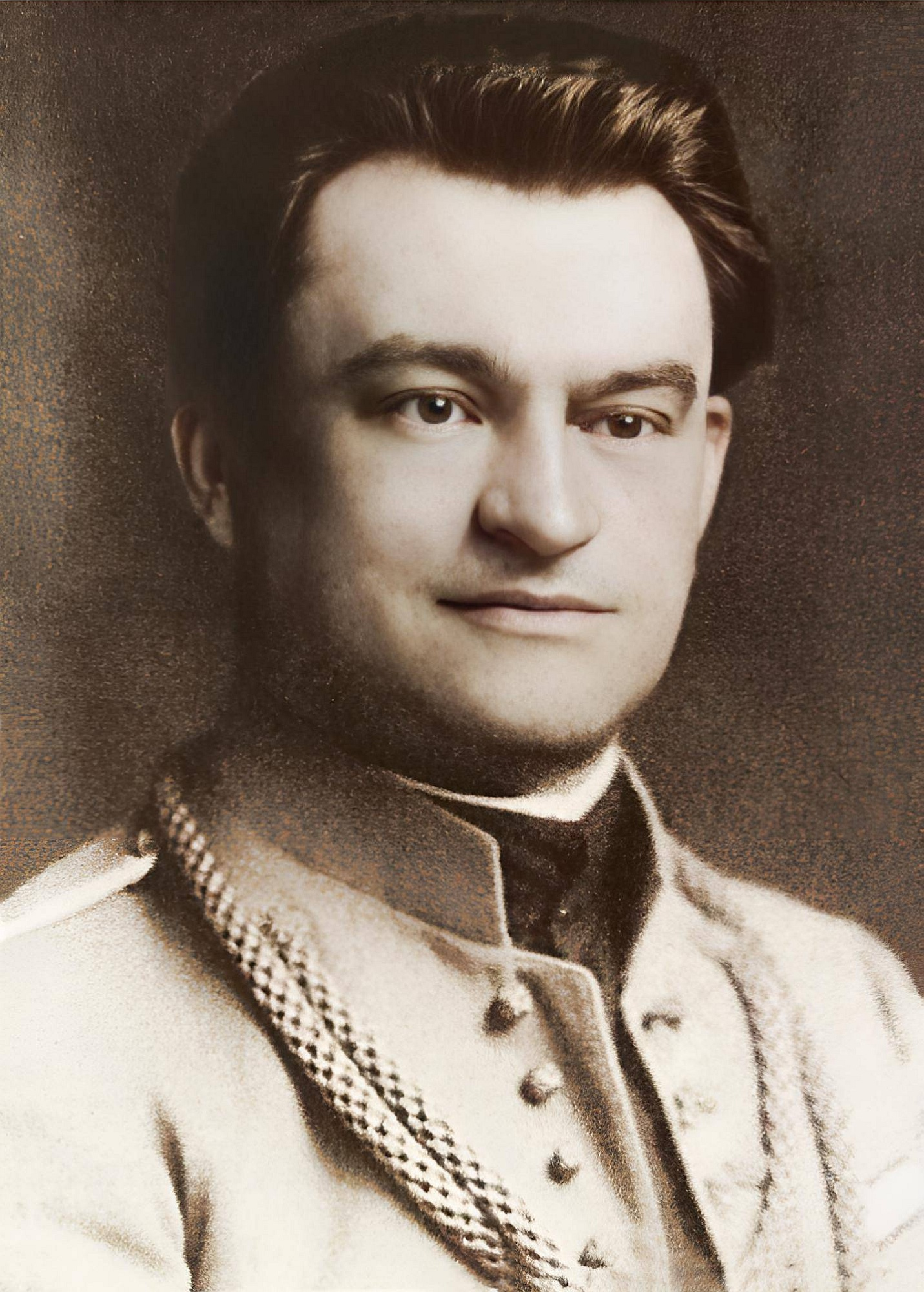
PhDr. Jan Pelikán

Po zatčení byl Antonín Benda vyslýchán a krátce vězněn nejprve v Praze, následně v policejní věznici pražského gestapa v Malé pevnosti v Terezíně, odkud byl 14. ledna 1942 deportován do koncentračního tábora v Osvětimi. Tam na následky vysílení organizmu zemřel 27. března 1942.

## Publikační aktivity
- BENDA, Antonín, ed. a PELIKÁN, Jan, ed. Tělocvičné hry. Díl I., Hry bez náčiní. V Praze: Matice Sokola pražského, 1921. 61 stran; Knihovna cvičitelů sokolských; svazek 36. (Druhé vydání vyšlo v roce 1922.)
- BENDA, Antonín a PELIKÁN, Jan. Tělocvičné hry. Díl II., Hry s náčiním. Praha: nákladem Matice Sokola pražského, 1922 84 stran; Knihovna cvičitelů sokolských; číslo 39. (Druhé doplněné vydání vyšlo v roce 1930 a mělo 89 + 7 stran)
- VOREL, Václav a BENDA, Antonín. O záchraně. V Praze: Nákladem Matice Sokola pražského, 1923; 68 stran; Knihovna cvičitelů sokolských; svazek 43.
- BENDA, Antonín. Pokyny k vedení besídek. Praha: Československá obec sokolská, 1924 2 strany; Knihovna cvičitelů sokolského žactva; svazek 11.
- KLÍMA, Jiří Václav a kolektiv (Cziviš, Kamil; Fikar, J.; Benda, Antonín). Základní úvahy vychovatelské pro činovníky sokolské. Praha: Čs. obec sokolská, 1924; 32 stran; Knihovna cvičitelů sokolského žactva; svazek 2.
- BENDA, Antonín. Napodobení: praktické příklady pro cvičitele nejmenších. Praha: Československá obec sokolská, 1929; 22 stran; Knihovna cvičitelů sokolského žactva; svazek 5.
- BENDA, Antonín, ed. Příručka pro herní odbory jednot: Sbírka usnesení a řádů pro hry. V Praze: Československá obec sokolská, 1935; 58 stran + [VI] stran příloh; Knihovna herních pravidel a řádů; svazek 6.

## Připomínka
Jeho jméno je uvedeno na pamětní desce v Tyršově domě (a v Sokole Pražském). Na pamětní desce v Tyršově domě je nápis: „NA PAMĚŤ ČLENŮ ÚSTŘEDÍ ČOS, / KTEŘÍ PŘINESLI V LETECH 1939 – 1945 / OBĚŤ NEJVYŠŠÍ // ANTONÍN BENDA *5.6.1892 +26.3.1942 OSVĚTIM, .... následuje výčet jmen ...“